# Acanthoscurria
Az Acanthoscurria, egy nem a pókok (Araneae) rendjében, négytüdős pókok (Mygalomorphae) alrendjében és a madárpókfélék (Theraphosidae) családjában.
A nem összes faja Dél-Amerika területén elterülő esőerdőkben él, egyetlen fajt kivéve, mely az Antillákon őshonos (Acanthoscurria antillensis).

## Megjelenésük
Nagy termetű, zömök megjelenésű madárpókok, testméretük 6-9-, lábfesztávolságuk 16-23 cm között változik. Alapszínük általában sötét, barnás, feketés, melyeken sok faj esetében megfigyelhetők különböző díszítő elemek, például vörös szőrszálak, vagy fehér sávok a lábakon.
A nem tagjainak legfőbb határozókulcsa a nőstények jellegzetes spermatartójának (spermatechea) alakja, illetve a stridulációs szőrzet.

## Életmódjuk
Az esőerdők talajában maguk, vagy más állatok által ásott mély üregekben élnek. Éjszakai életmódot folytatnak. Hosszú élettartamúak, akár 15 évig is élhetnek. Ivarérésük fajtól függően 2-6 év alatt következik be.
Táplálékukat elsősorban rovarok, más pókok, kisebb emlősök képezik, de bármit elfogyasztanak ami méretüknek megfelelő.
Veszély esetén előszeretettel rúgják le utótestükről, erősen irritáló hatású szőrzetüket. Mérgük a madárpókok között viszonylag erősnek számít, de nincs feljegyzés arról, hogy emberre veszélyes lenne.
Szaporodásuk során egy-egy kokonba nagy számú petét, akár 2000 db-ot is rakhatnak.

## Tartásuk
Agressziójuk miatt a nem fajai nem ajánlottak kezdők számára, de kellő odafigyeléssel kiküszöbölhetők a problémák a kezdők számára is. Tartásuk során lényeges a magas talajtakaró, mert előszeretettel ásnak üregeket maguknak.
Táplálásuk nem jelent gondot, bármit elfogadnak, jó étvággyal rendelkező madárpókok.
Kedvelik a párás környezetet, magas hőmérsékletet és a nedves talajt.

## Fajok[1]
- Acanthoscurria acuminata Schmidt & Tesmoingt, 2005
- Acanthoscurria antillensis Pocock, 1903
- Acanthoscurria belterrensis Paula et al., 2014
- Acanthoscurria bollei Schmidt, 2005
- Acanthoscurria borealis Schmidt & Peters, 2005
- Acanthoscurria chacoana Brčthes, 1909
- Acanthoscurria convexa (C. L. Koch, 1842)
- Acanthoscurria cordubensis Thorell, 1894
- fehértérdű madárpók (Acanthoscurria geniculata) (C. L. Koch, 1841)
- Acanthoscurria gomesiana Mello-Leitão, 1923
- Acanthoscurria hirsutissimasterni Schmidt, 2007
- Acanthoscurria insubtilis Simon, 1892
- Acanthoscurria juruenicola Mello-Leitão, 1923
- Acanthoscurria maga Simon, 1892
- Acanthoscurria minor Ausserer, 1871
- Acanthoscurria musculosa Simon, 1892
- Acanthoscurria natalensis Chamberlin, 1917
- Acanthoscurria paulensis Mello-Leitão, 1923
- Acanthoscurria proxima  (Mello-Leitão, 1923)
- Acanthoscurria rhodothele Mello-Leitão, 1923
- Acanthoscurria simoensi Vol, 2000
- Acanthoscurria sternalis Pocock, 1903
- Acanthoscurria suina Pocock, 1903
- Acanthoscurria tarda Pocock, 1903
- Acanthoscurria theraphosoides (Doleschall, 1871)
- Acanthoscurria transamazonica Piza, 1972
- Acanthoscurria turumban Rodríguez-Manzanilla & Bertani, 2010
- Acanthoscurria urens Vellard, 1924